# Dasher
Dasher è un programma di accessibilità che permette di scrivere senza tastiera, utilizzando mouse, touchpad, touch screen, trackball, joystick o Wiimote. È disponibile per i sistemi operativi Linux, macOS, Microsoft Windows e Pocket PC. Ne esiste inoltre una versione per iOS ed Android, quest'ultima disponibile anche su Google Play.
Dasher è un software libero ed è distribuito sotto i termini della GNU General Public License.

## Utilizzo
Dasher nasce per venire in aiuto a tutte le persone con handicap agli arti, grazie al suo sistema di immissione a "puntamento".
Tramite Dasher lo scrittore deve esclusivamente indicare (tramite mouse per esempio) quale lettera inserire fra quelle che scorrono sullo schermo. Dasher ha un potente suggeritore probabilistico per anticipare la combinazione di caratteri che potrebbe essere richiesta ad ogni inserimento di nuovi caratteri, dando più importanza ad alcune lettere di parola in parola. Dasher ha un proprio dizionario multilingua per questo sistema di suggerimento probabilistico, e migliora questo sistema istantaneamente non appena l'utente inserisce nuove parole.